# Список объектов всемирного наследия ЮНЕСКО на Мальте
В списке Всеми́рного насле́дия ЮНЕ́СКО в Респу́блике Ма́льта значатся 3 наименования (на 2014 год), это составляет 0,2 % от общего числа (1248 на 2025 год). Все три объекта включены в список по культурным критериям, причём один из них признан шедевром человеческого гения (критерий i). Кроме этого, по состоянию на 2014 год, 7 объектов на территории Мальты находятся в числе кандидатов на включение в список всемирного наследия. Республика Мальта ратифицировала Конвенцию об охране всемирного культурного и природного наследия 14 ноября 1978 года. Все объекты, находящиеся на территории Мальты были занесены в список в 1980 году на 4-й сессии Комитета всемирного наследия ЮНЕСКО.

## Список
В данной таблице объекты расположены в порядке их добавления в список всемирного наследия ЮНЕСКО.
| # | Изображение | Название | Местоположение                                | Время создания              | Год внесения в список | №   | Критерии |
| - | ----------- | --- | --------------------------------------------- | --------------------------- | --------------------- | --- | -------- |
| 1 |             | Святилище Хал-Сафлиени (англ. Hypogeum of Ħal-Saflieni)                                                                             | Муниципалитет: Паола                          | III тысячелетие до н. э.    | 1980                  | 130 | iii      |
| 2 |             | Город Валлетта (англ. City of Valletta)                                                                                             | Муниципалитет:Валлетта                        | С 1866 года                 | 1980                  | 131 | i, vi    |
| 3 |             | Мегалитические храмы Мальты: (англ. Megalithic Temples of Malta) * Джгантия * Мнайдра * Скорба * Таршиен * Та' Хаджрат * Хаджар-Ким | Муниципалитеты: Шаара, Кенди, Мджарр, Таршиен | IV—III тысячелетия до н. э. | 1980 1992             | 132 | iv       |

## Предварительный список
| # | Изображение | Название                                                                                                | Местоположение                                   | Время создания         | Год внесения в предварительный список | №    | Критерии         |
| - | ----------- | --- | ------------------------------------------------ | ---------------------- | ------------------------------------- | ---- | ---------------- |
| 1 |             | Мальтийские прибрежные скалы (англ. Coastal Cliffs)                                                     | Острова Мальта, Гоцо, Комино, Коминотто, Фильфла | —                      | 1998                                  | 979  | не указаны       |
| 2 |             | Лазурное окно (англ. Azure window)                                                                      | Муниципалитет: Сан-Лоуренц                       | —                      | 1998                                  | 980  | vii, viii, ix, x |
| 3 |             | Цитадель (англ. The Citadella)                                                                          | Муниципалитет: Виктория                          | С XVI века             | 1998                                  | 981  | ii, iii, iv, v   |
| 4 |             | Рыцарские укрепления вокруг гаваней Мальты (англ. Knights' Fortifications around the Harbours of Malta) | Остров: Мальта                                   | XVI — XVIII века       | 1998                                  | 982  | i, ii, iv        |
| 5 |             | Мдина (англ. Mdina (Citta' Vecchia))                                                                    | Муниципалитет: Мдина                             | I тысячелетие до н. э. | 1998                                  | 983  | i, ii, iii       |
| 6 |             | Катакомбы Мальты (англ. Maltese Catacomb Complexes)                                                     | Остров: Мальта                                   | III — VII века         | 1998                                  | 1113 | i, ii, iii       |
| 7 |             | Линии укреплений Виктории (англ. Victoria Lines Fortifications)                                         | Остров: Мальта                                   | XIX век                | 1998                                  | 1114 | i, ii, iii       |